# 환온의 제1차 북벌
환온의 제1차 북벌(桓溫 第一次北伐)은 354년 동진의 대사마 환온이 전진(前秦)을 상대로 실시한 군사 활동이다. 형주 강릉에서 북진(北進)하여 전진의 저지군을 모두 격파하고 일시적으로 장안까지 진격하였으나, 보급 문제와 이어진 전진의 반격으로 퇴각하였다.
환온은 패상(霸上)에 주둔할 때 훗날 전진의 명재상 왕맹을 만났으나, 왕맹은 환온의 등용(燈用)을 받아들이지 않았다.

## 주요 참전자

### 동진(東晉)
- 대사마 환온 (大司馬 桓溫)
- 응양장군 환충 (鷹揚將軍 桓沖)
- 양주자사 사마훈 (梁州刺史 司馬勳)
- 순양태수 설진 (順陽太守 薛珍)
- 환석건 (桓石虔)
- 전량 진주자사 왕탁 (前凉 秦州刺史 王擢)[2]

### 전진(前秦)
- 승상 부웅 (丞相 苻雄)
- 태자 부장 (太子 苻萇)
- 회남왕 부생 (淮南王 苻生)
- 평창왕 부청 (平昌王 苻菁)
- 북평왕 부석 (北平王 苻碩)
- 대사마 뇌약아 (大司馬 雷弱兒)
- 형주자사 곽경 (荆州刺史 郭慶)

1. ↑  현재 후베이성 징저우시
2. ↑  전량의 지원군